# 島根県道284号田儀山中大田線
島根県道284号田儀山中大田線（しまねけんどう284ごう たぎやまなかおおだせん）は、島根県出雲市から大田市に至る一般県道である。

## 概要
出雲市多伎町口田儀から大田市大田町大田出口に至る。

### 路線データ
- 起点：出雲市多伎町口田儀（国道9号交点）
- 終点：大田市大田町大田出口（島根県道30号三瓶山公園線・大邑広域農道交点）
- 異常気象時通行規制区間：大田市富山町山中 - 大田市大田町大田（2 km）

## 歴史
- 1958年（昭和33年）6月13日 - 島根県告示第525号により認定される。
- 1969年（昭和44年）11月3日 - 簸川郡多伎村が町制施行したことにより起点の地名が変更される。
- 1972年（昭和47年）頃 - 現行の県道番号が変更される。
- 2005年（平成17年）3月22日 - 簸川郡多伎町が出雲市の一部になったことにより起点の地名が変更される。

## 路線状況

### 重複区間
- 島根県道286号池田久手停車場線（大田市富山町山中）

## 地理

### 通過する自治体
- 島根県
  - 出雲市 - 大田市

### 交差する道路
| 交差する道路                               | 市町村名 | 交差する場所   | 交差する場所 |
| ------------------------------------------ | -------- | -------------- | ------------ |
| 国道9号                                    | 出雲市   | 多伎町口田儀   | 起点         |
| 国道9号 / 多伎・朝山道路                   | 出雲市   | 多伎町口田儀   | [ 注釈 1 ]   |
| 島根県道286号池田久手停車場線 重複区間起点 | 大田市   | 富山町山中     |              |
| 島根県道286号池田久手停車場線 重複区間終点 | 大田市   | 富山町山中     |              |
| 島根県道30号三瓶山公園線 大邑広域農道      | 大田市   | 大田町大田出口 | 終点         |

### 沿線
- 富山郵便局